# Corycaeus clausi
Corycaeus clausi är en kräftdjursart som beskrevs av F. Dahl 1894. Corycaeus clausi ingår i släktet Corycaeus och familjen Corycaeidae. Inga underarter finns listade i Catalogue of Life.